# 汪洋 (电影事业家)
汪洋（1916年2月19日—1998年12月28日），原名汪蓬龙，男，浙江萧山人，生于江苏镇江，中国电影事业家，中国电影家协会理事，原北京电影制片厂厂长。

## 生平
汪蓬龙1916年2月19日生于镇江，1923年至1928年就读于润商小学，后因伤寒休学三年，1931年至1934年就读于江苏省立镇江中学（1932年改为江苏省镇江师范学校），初中毕业后经李公朴介绍，到上海中山文化教育馆做练习生。
1935年经沈西苓介绍进入明星电影公司，次年在上海业余剧人协会实验剧团从事舞台照明工作，并将姓名由汪蓬龙改为汪洋。全面抗战爆发后，汪洋随上海业余剧人协会离开上海，沿京沪路到各大城镇进行宣传抗日的演出，1938年又先后前往重庆、武汉。
1938年4月，汪洋转赴延安，在边区文协工作，同年加入中国共产党。1939年4月，汪洋调入晋察冀军区政治抗大二分校文工团任副团长，同年7月进入抗敌剧社任副社长，9月开始导演话剧。1945年9月，汪洋被任命为张家口人民剧院经理兼抗敌剧社副社长。
1946年2月，在晋察冀军区司令员聂荣臻命令汪洋到中共中央东北局面见彭真，从东北调拨原满映的一部分电影设备至晋察冀解放区。同年10月15日，晋察冀军区政治部电影队在河北省涞源县张各庄村成立，汪洋任队长。此后电影队先后转战阜平县、安国县，1948年3月迁往石家庄市南兵营，开始筹建华北电影制片厂。1948年5月，晋察冀军区政治部电影队更名为华北军区电影队，1949年4月20日与东影新闻队、中电三厂合并为北平电影制片厂，当时汪洋任副厂长，田方为首任厂长。
1951年，田方调任中央人民政府文化部电影局秘书长，汪洋接任北影厂厂长，直至1964年9月被停职，文化大革命期间曾被下放至黄村，1978年恢复原职，1979年2月被平反。
1983年8月16日，汪洋任北京电影制片厂顾问兼党委书记，1987年11月任厂党委委员。1998年12月28日在北京协和医院逝世。